# 새삼
새삼(Cuscuta japonica)은 한해살이 덩굴식물로 기생 생활을 한다.

## 특징
줄기는 황갈색의 철사 모양이고 잎과 뿌리는 없다. 꽃은 흰색으로 여름에서 가을에 걸쳐 짧은 이삭 모양의 꽃차례를 이루면서 달리는데, 각각의 꽃은 종 모양으로 그 끝은 4-5갈래로 나뉘어 있다. 열매는 달걀 모양의 삭과인데, 익으면 깍정이가 열리면서 씨가 나오게 된다.
주로 산과 들에서 자라며, 한반도 일대에 분포하고 있다.

## 참고 자료
- 이 문서에는 다음커뮤니케이션(현 카카오)에서 GFDL 또는 CC-SA 라이선스로 배포한 글로벌 세계대백과사전의 내용을 기초로 작성된 글이 포함되어 있습니다.